# Liste der Kirchengebäude im Dekanat Geiselhöring
Die Liste der Kirchengebäude im Dekanat Geiselhöring listet die Kirchengebäude des ehemaligen Dekanats im Bistum Regensburg auf.  Sein Gebiet lag im Landkreis Straubing-Bogen.

## Liste der Kirchengebäude
| Bild | Pfarrkirche                                      | Ort                                                                                      | Filialkirchen | Pfarrverband              |
| ---- | ------------------------------------------------ | ---------------------------------------------------------------------------------------- | --- | ------------------------- |
|      | Pfarrkirche St. Margareta                        | Aiterhofen Liste der Baudenkmäler in Aiterhofen                                          | Filial- und Klosterkirche St. Oswald in Aiterhofen Filialkirche St. Johannes der Täufer in Niederharthausen | Aiterhofen                |
|      | Pfarrkirche St. Peter und Paul                   | Geltolfing in Aiterhofen                                                                 | | Aiterhofen                |
|      | Pfarrkirche St. Petrus und Erasmus               | Geiselhöring Liste der Baudenkmäler in Geiselhöring                                      | Filialkirche St. Jakobus der Ältere in Geiselhöring (Linskirche) Filialkirche St. Ulrich in Greißing Maria-Hilf-Kapelle in Geiselhöring | Geiselhöring              |
|      | Expositur Mariä Himmelfahrt                      | Wallkofen in Geiselhöring                                                                | Nebenkirche St. Ulrich in Großaich Nebenkirche St. Martin in Malchesing | Geiselhöring              |
|      | Pfarrkirche St. Johannes der Täufer              | Hainsbach in der Pfarrei Hainsbach-Haindling in Geiselhöring                             | Filial- und Wallfahrtskirche Mariä Himmelfahrt in Haindling Nebenkirche Hl. Kreuz in Haindling | Geiselhöring              |
|      | Pfarrkirche St. Nikolaus                         | Sallach in Geiselhöring                                                                  | Marienkapelle in Dettenkofen Hofkapelle in Weingarten (Artmann-Kapelle) | Geiselhöring              |
|      | Expositur Mariä Himmelfahrt                      | Hadersbach in Geiselhöring                                                               | | Geiselhöring              |
|      | Pfarrkirche St. Pankratius                       | Grafentraubach in Laberweinting                                                          | Nebenkirche St. Nikolaus in Steinkirchen | Grafentraubach-Hofkirchen |
|      | Pfarrkirche St. Peter Hofkirchen                 | Hofkirchen in Laberweinting                                                              | Filialkirche St. Johannes der Täufer in Asbach Filialkirche St. Ägidius in Weichs | Grafentraubach-Hofkirchen |
|      | Pfarrkirche St. Martin                           | Laberweinting Liste der Baudenkmäler in Laberweinting                                    | Filialkirche St. Johannes Baptist in Eitting Feldkapelle bei Brech | Laberweinting             |
|      | Expositur St. Nikolaus                           | Franken in Laberweinting                                                                 | Filialkirche St. Stephan in Neuhofen | Laberweinting             |
|      | Wallfahrtsbenefizium St. Pauli Bekehrung         | Haader in Laberweinting                                                                  | | Laberweinting             |
|      | Pfarrkirche Mariä Himmelfahrt                    | Leiblfing Liste der Baudenkmäler in Leiblfing                                            | Filialkirche St. Johannes in Metting Nebenkirche St. Leonhard in Eschlbach Nebenkirche St. Martin in Niedersunzing Nebenkirche St. Stephan in Obersunzing Kapelle St. Barbara in Haidersberg Kapelle in Hausmetting Marienkapelle bei Metting Marienkapelle in Oberwalting | Leiblfing                 |
|      | Benefizium St. Pauli Bekehrung                   | Hailing in Leiblfing                                                                     | | Leiblfing                 |
|      | Kuratbenefizium St. Georg                        | Hankofen in Leiblfing                                                                    | Nebenkirche St. Martin in Mundlfing | Leiblfing                 |
|      | Expositur St. Markus                             | Schwimmbach in Leiblfing                                                                 | | Leiblfing                 |
|      | Pfarr- und Klosterkirche St. Johannes Evangelist | Mallersdorf in Mallersdorf-Pfaffenberg Liste der Baudenkmäler in Mallersdorf-Pfaffenberg | Nebenkirche St. Michael in Mallersdorf | Mallersdorf               |
|      | Pfarrkirche Mariä Opferung                       | Westen in Mallersdorf-Pfaffenberg                                                        | Filialkirche St. Johannes der Täufer in Oberlindhart Nebenkirche Zwölf Apostel in Niederlindhart | Mallersdorf               |
|      | Benefizium Heilig Kreuz                          | Oberellenbach in Mallersdorf-Pfaffenberg                                                 | | Mallersdorf               |
|      | Pfarrkirche St. Nikolaus                         | Oberpiebing in Salching Liste der Baudenkmäler in Salching                               | Filial- und Wallfahrtskirche Mariä Geburt bei Matting (Maria Birnbaum) Filialkirche St. Peter und Paul in Salching Nebenkirche St. Michael in Kirchmatting Nebenkirche St. Bartholomäus in Riedling                                                                        | eigenständige Pfarrei     |
|      | Pfarrkirche Mariä Himmelfahrt                    | Oberschneiding Liste der Baudenkmäler in Oberschneiding                                  | Nebenkirche St. Emmeram und Kassian in Großenpinning Nebenkirche St. Sebastian in Münchshöfen Nebenkirche St. Petrus in Niederschneiding Nebenkirche St. Ägidius in Wolferkofen Schlosskapelle Schmerzhafte Muttergottes beim Schloss Hienhart                             | Oberschneiding-Reißing    |
|      | Pfarrkirche Maria Immaculata                     | Reißing in Oberschneiding                                                                | Nebenkirche St. Nikolaus in Gosselding Nebenkirche St. Achatius in Haidenkofen Nebenkirche St. Pantaleon in Lichting Nebenkirche St. Markus in Mögling Nebenkirche St. Petrus und Paulus in Trieching                                                                      | Oberschneiding-Reißing    |
|      | Pfarrkirche St. Peter                            | Pfaffenberg in Mallersdorf-Pfaffenberg                                                   | Kapelle Sankt Anna-Brünnl in Pfaffenberg | Pfaffenberg               |
|      | Pfarrkirche Mariä Himmelfahrt                    | Ascholtshausen in Mallersdorf-Pfaffenberg                                                | Filialkirche St. Ulrich in Buchhausen Filialkirche St. Martin in Upfkofen Kapelle St. Isidor in Berghausen | Pfaffenberg               |
|      | Pfarrkirche St. Laurentius                       | Holztraubach in Mallersdorf-Pfaffenberg                                                  | | Pfaffenberg               |
|      | Benefizium St. Martin                            | Oberhaselbach in Mallersdorf-Pfaffenberg                                                 | Nebenkirche St. Georg in Unterhaselbach | Pfaffenberg               |